# Pappersblomma

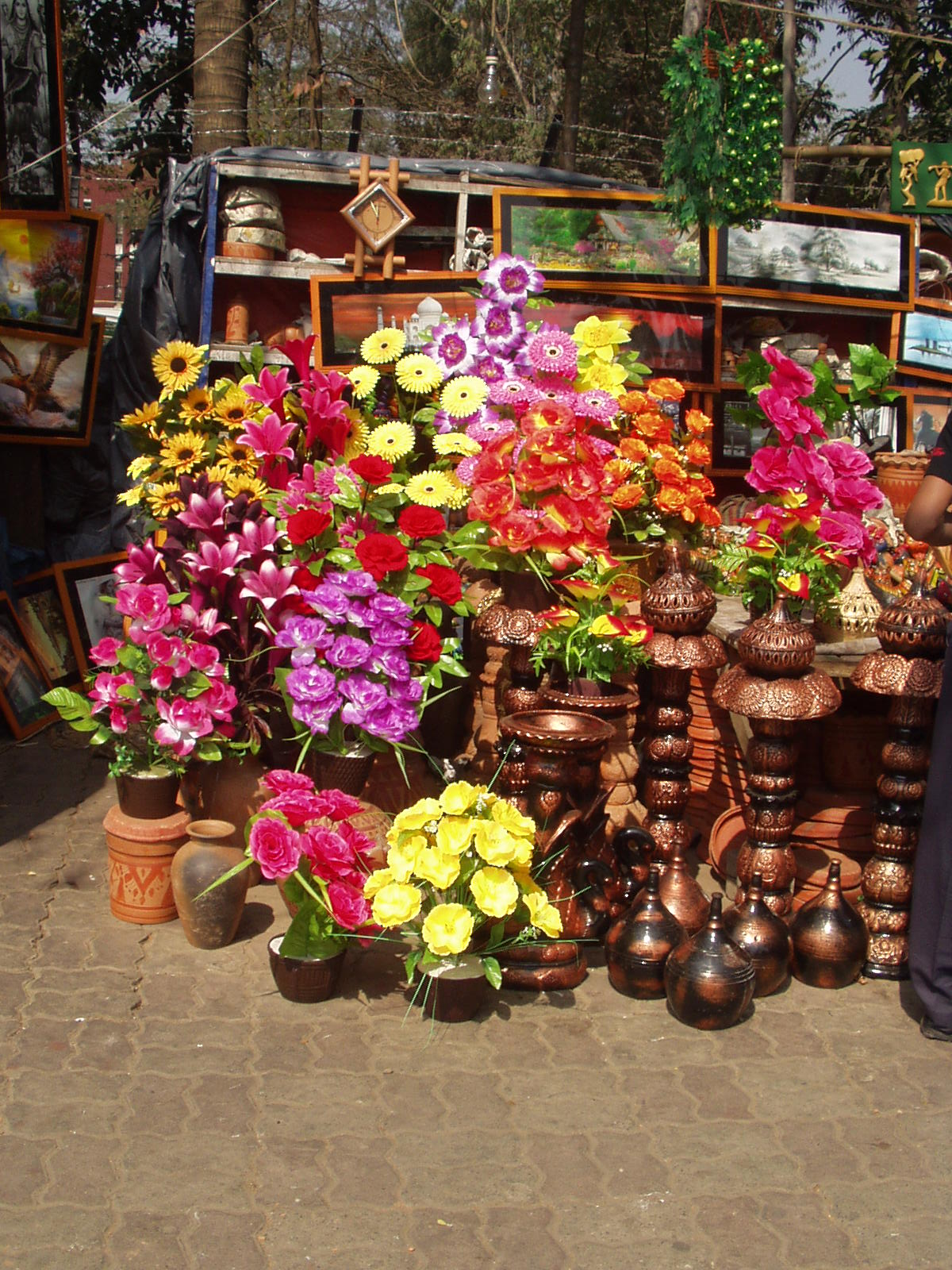
Pappersblommor i olika färger och former

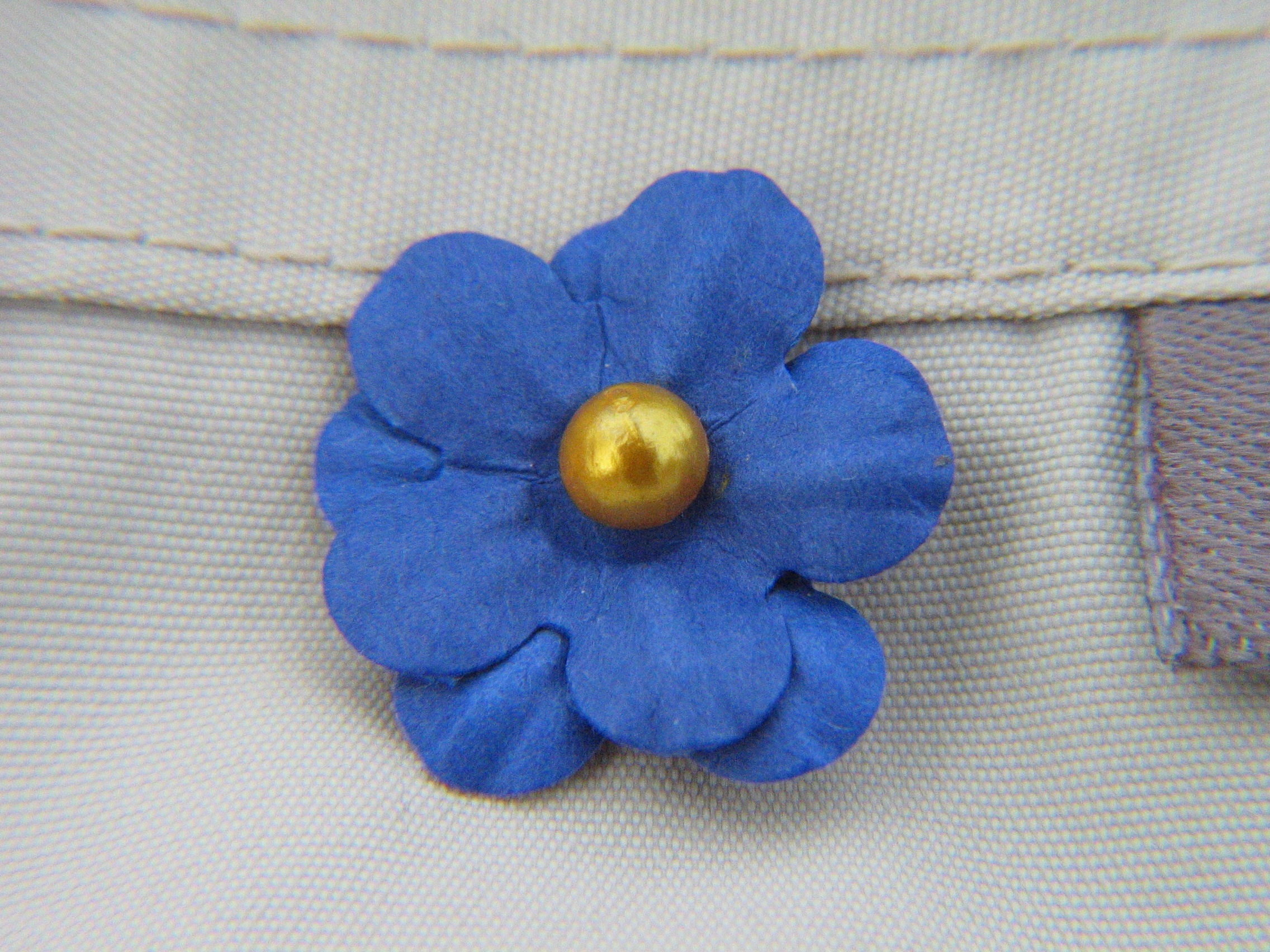
Majblomman 2007

Pappersblommor är konstgjorda blommor av papper. Det finns traditioner kring pappersblommor runt om i världen, bland annat finns en lång hantverkstradition i Thanh Tien i Vietnam och längs Belgiens kust finns en tradition där barn har "blomsterbutiker" med pappersblommor. I Sverige har pappersblommor tillverkats under flera hundra år och använts för att dekorera bland annat hår och kläder. Pappersblommor används ännu inom konst och mode på 2000-talet, till exempel dekorerades både modeller och interiörer med stora blommor av papper på Chanels vår/sommar-visning 2009.

## Historik
När konstgjorda blommor blev populära på 1700-talet i Sverige var de vanligtvis tillverkade av "fleurister" i städerna och gjorda av tyg eller papper. Senare blev det även populärt att tillverka blommorna själv och det fanns mönster i böcker som Den aldranyaste fleuristen som gavs ut på svenska 1858, översatt från franska. Där kan man även läsa om speciella verktyg som behövs, varav det viktigaste var kruspinnen, samt hur man blandar till lim och färgar papper. Trenden slog igenom under andra halvan av 1800-talet och då fanns färdiga tillbehör att köpa, som frökapslar. Även i andra nordiska länder var det populärt att göra egna pappersblommor vid den här tiden. I Österbotten i Finland gjorde man till exempel "spiror" av sidenpapper och "gästabudsblommor" av kräppapper.
Färska blommor var dyra på vintrarna och pappersblommor användes därför som ersättning i sammanhang där man under sommarhalvåret använde äkta blommor, exempelvis på begravningar och till enkla brudkronor. På 1800-talet kunde pappersdekorationer formade som blommor och annat också finnas på en gratulationstavla till brudparet.
De tidiga julgranarna i Sverige hade också pappersblommor som dekoration – under slutet av 1800-talet var de en av de vanligaste typerna av dekoration.

## Pappersblommor för välgörenhet
Majblomman samlar in pengar till behövande barn och givarna får en pappersblomma. Första blomman såldes 1907.
1941 startade insamlingen Mors blomma som samlade in pengar för att behövande mödrar skulle kunna åka på husmorssemester, genom försäljning av pappersblommor i form av äppelblom.
Vallmon som bärs till minne av soldater som har stupat i krig, idag främst i Storbritannien, var från början av tyg men är nu huvudsakligen gjorda av papper.